# 유럽 고속도로 851호선
유럽 고속도로 851호선(European route E851)은 몬테네그로 페트로바츠나모루와 코소보 프리슈티나를 잇는 B-클래스급 간선도로로, 총 연장은 약 323 km이며 중간에 알바니아를 경유한다.

## 경로
- 몬테네그로
  -  M-1 고속도로(영어판) : 페트로바츠나모루- 수토모레(영어판) (상기 구간은E65, E80과의 동시 교차) - 수코빈(영어판)
- 알바니아
  - 알바니아-코소보 고속도로 : 레저
- 코소보
  - R7 고속도로(영어판) : 프리즈렌
  - E65, E80 : 프리슈티나